# Laurier de Californie
Umbellularia californica
Pour les articles homonymes, voir Laurier.
Genre
Espèce
Classification phylogénétique
Le laurier de Californie ou myrte de l’Oregon (Umbellularia californica) est une espèce de plantes à fleurs de la famille des Lauraceae. C'est la seule espèce actuellement acceptée du genre Umbellularia.
C'est un arbre aromatique au feuillage persistant qui est originaire de la côte Pacifique des États-Unis (Californie et sud de l'Oregon) et du Mexique (nord de la Basse-Californie).

### Umbellularia
- (en) Flora of North America : Umbellularia
- (en) Catalogue of Life : Umbellularia Nutt. (consulté le 11 décembre 2020)
- (fr) Tela Botanica (France métro) : Umbellularia
- (fr + en) ITIS : Umbellularia  (Nees) Nutt.
- (en) NCBI : Umbellularia (taxons inclus)
- (en) GRIN : genre Umbellularia  (Nees) Nutt. (+liste d'espèces contenant des synonymes)

### Umbellularia californica
- (en) Flora of North America : Umbellularia californica
- (en) Catalogue of Life : Umbellularia californica (Hook. & Arn.) Nutt. (consulté le 15 décembre 2020)

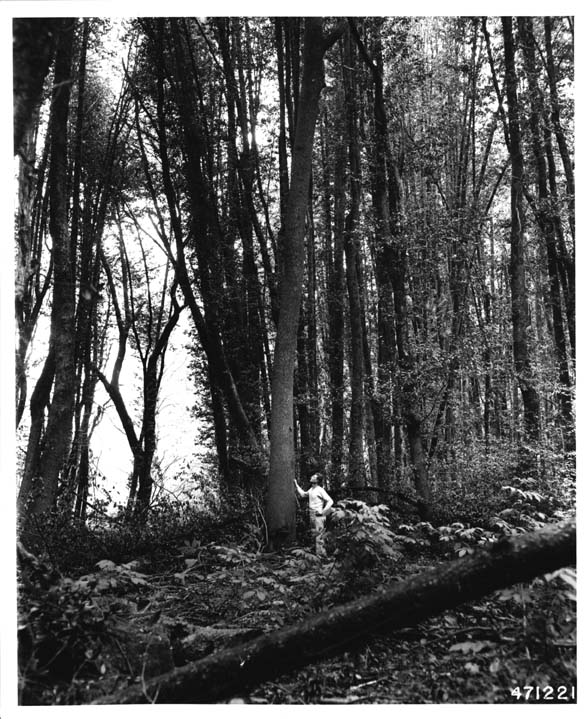
Lauriers de Californie âgés de 90 ans dans la forêt de Umpqua.

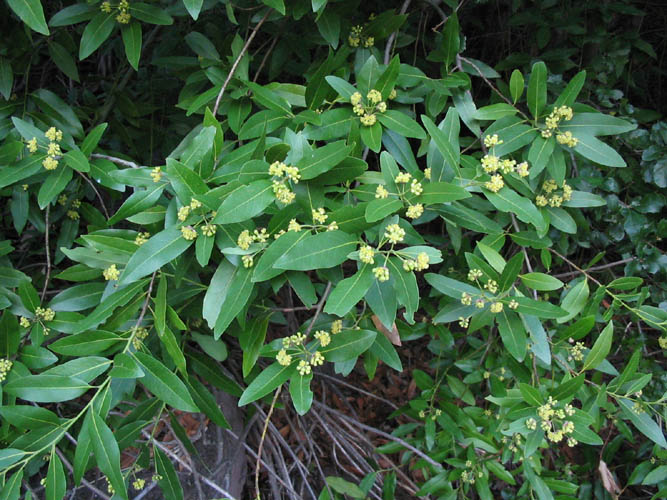
Laurier de Californie

- (fr) Tela Botanica (France métro) : Umbellularia californica  (Hook. & Arn.) Nutt.
- (fr + en) ITIS : Umbellularia californica  (Hook. et Arn.) Nutt.
- (en) NCBI : Umbellularia californica (taxons inclus)
- (en) GRIN : espèce Umbellularia californica  (Hook. & Arn.) Nutt.